# Metodi e strumenti di tortura

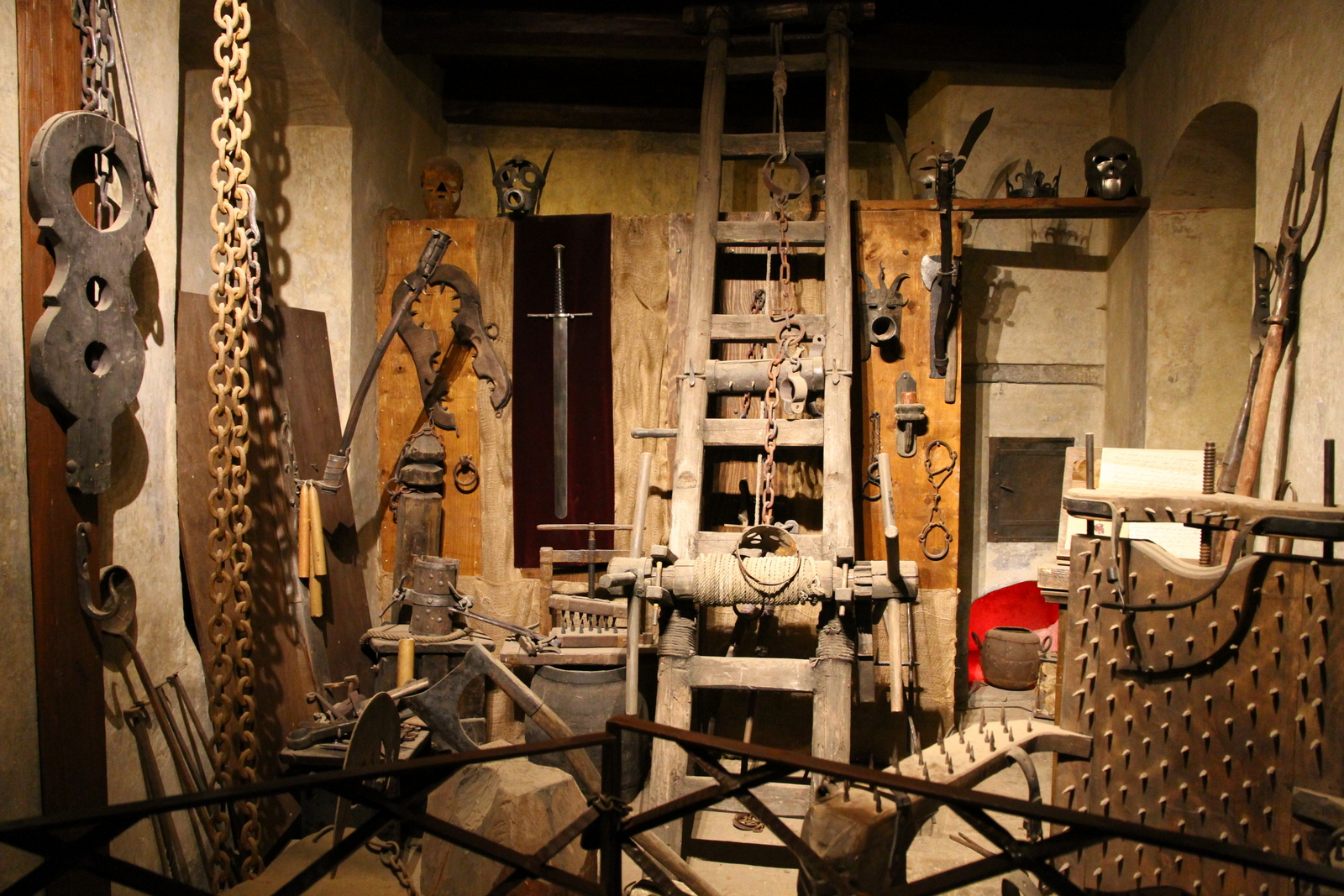
Camera delle torture nel castello di Praga

I metodi e gli strumenti di torture servivano in passato, e tuttora sono utilizzati in alcuni stati, principalmente per ricavare informazioni da persone catturate da una fazione nemica oppure imprigionate; essi si basano sul controverso assunto in base al quale il dolore fisico, oppure il terrore psicologico, dovrebbero indurre la persona sottoposta alla tortura a confessare i crimini commessi o le informazioni di cui dispone.
In particolare in epoca contemporanea, in ambito BDSM, è invalso l'uso di adottare metodi di tortura, estrapolati dal loro originario contesto inquisitorio ed eseguiti in modo da non causare conseguenze fisiche permanenti. In questo secondo caso, la tortura ha il fine di provocare piacere sessuale, in particolare nelle persone masochiste e sadiche.

## Quadro d'insieme
Estremamente crudeli e sadici, i più famosi erano la frusta, i tratti di corda, il contatto con i tizzoni ardenti, la goccia cinese (gocce d'acqua che cadono ripetutamente sulla fronte della vittima, e, secondo leggende popolar-letterarie, fino a portare alla perforazione del cranio o comunque a un forte disagio psicofisico) e l'allungamento (eseguito grazie ad apposite macchine).

## Strumenti
- Argano della strega
- Cavalletto
- Collare
- Culla di Giuda
- Disco di Norimberga
- Frusta
- Gabbia sospesa
- Gogna
- Forca
- Maschera di ferro (chiusa sul capo del soggetto)
- Mordacchia
- Pera orale
- Pera rettale
- Pera vaginale
- Supplizio della ruota (Catherine wheel)
- Toro di Falaride (toro metallico entro cui veniva chiuso il soggetto, reso poi incandescente da una fiamma esterna)
- Vergine di Norimberga

## Metodiche

### Fisiche
- Abbagliamento
- Abbacinamento
- Immuramento
- Assordamento
- Bastinado
- Bollitura a morte
- Marchiatura a fuoco
- Castrazione
- Crocefissione
- Flagellazione
- Fustigazione
- Impalamento
- Mazzolatura
- Molestia sessuale
- Stupro
- Mutilazione, tagli sul corpo, asportazione di unghie, dita, orecchi, occhi o denti
- Privazione del sonno
- Scorticamento
- Soffocamento, privazione dell'ossigeno
- Solletico
- Tortura dell'acqua e Waterboarding, ovvero principio di annegamento
- Tratto di corda, contorsione degli arti, slogatura

### Psicologiche
- Deprivazione sensoriale
- Isolamento
- Terrore psicologico, ottenuto ad es. mediante oggetti fobici quali ragni, insetti, ecc.
- Umiliazione ed esposizione in condizioni di nudità